# Mirandea nutans
Mirandea nutans är en akantusväxtart som först beskrevs av Christian Gottfried Daniel Nees von Esenbeck, och fick sitt nu gällande namn av T.F.Daniel. Mirandea nutans ingår i släktet Mirandea och familjen akantusväxter. Inga underarter finns listade i Catalogue of Life.